# Басињак ле Бас
Басињак ле Бас (фр. Bassignac-le-Bas) насеље је и општина у централној Француској у региону Лимузен, у департману Корез која припада префектури Тил.
По подацима из 2011. године у општини је живело 91 становника, а густина насељености је износила 7,4 становника/km². Општина се простире на површини од 12,29 km². Налази се на средњој надморској висини од 250 метара (максималној 517 m, а минималној 145 m).

## Демографија
| 1962. | 1968. | 1975. | 1982. | 1990. | 1999. | 2011. |
| ----- | ----- | ----- | ----- | ----- | ----- | ----- |
| 170   | 212   | 165   | 156   | 132   | 105   | 91    |

График промене броја становника у току последњих година